# Tobias Hoesl
Tobias Hoesl (* 29. September 1961 in München) ist ein deutscher Schauspieler.

## Leben
Tobias Hoesl wurde als zweiter von vier Brüdern in München geboren. Er ist der Sohn eines Deutschen und einer Schwedin. Er erhielt bereits als Kind Ballettunterricht. Im Alter von acht Jahren tanzte er im Kinderballett der Bayerischen Staatsoper. In der von Ernst Stankovski moderierten ZDF-Musiksendung Erkennen Sie die Melodie? hatte er als Tänzer seinen ersten Fernsehauftritt. Er studierte an der Musikhochschule München und weiterführend an der School of American Ballett in New York City. Seine Schauspielausbildung absolvierte er an der Westfälischen Schauspielschule in Bochum, jetzt Schauspielschule Bochum.
Direkt von der Schauspielschule engagierte ihn der italienische Filmregisseur Dino Risi für seine Filmkomödie …und das Leben geht weiter, wo Hoesl an der Seite internationaler Stars wie Virna Lisi, Vittorio Mezzogiorno, Philippe Leroy und Sylva Koscina spielte. In der Folgezeit übernahm Hoesl regelmäßig Fernseh- und Kinorollen im Ausland, schwerpunktmäßig in italienischen und französischen Produktionen. 
1985 spielte er die Rolle des fiktiven, jedoch an historische Vorbilder angelehnten Leutnants von Treskow in dem mehrteiligen Kriegsdrama Morenga unter der Regie von Egon Günther. Ebenfalls 1985 war er neben Giulietta Masina in dem tschechoslowakischen Märchenfilm Frau Holle zu sehen. 1986 folgte die italienische Romanverfilmung La Storia unter der Regie von Luigi Comencini, wo Claudia Cardinale und Francisco Rabal seine Partner waren. 1987 war er in dem tschechoslowakischen Märchenfilm Die Pfauenfeder zu sehen. 1990 spielte er in dem Kinofilm Dr. M von Claude Chabrol. Ein weiterer Märchenfilm folgte 1991 mit der norwegischen Produktion Der Eisbärkönig. 1996 spielte Hoesl die Rolle des intriganten Bösewichts James Guilford in der international besetzten Abenteuerserie Die Rückkehr des Sandokan mit Kabir Bedi als Partner. 
Seit Mitte der 1980er Jahre ist Hoesl regelmäßig auch in zahlreichen deutschen Fernsehproduktionen zu sehen. Unter anderem spielte er in den Fernsehserien Die Schwarzwaldklinik und Das Traumschiff. Häufig war er in Krimiserien zu sehen, unter anderem in Tatort, Derrick, Der Alte und Siska. In der Fernsehreihe Klinik unter Palmen spielte er in mehreren Episoden die Rolle des Chirurgen Ulf Wallin. 
Außerdem spielte er in mehreren Fernsehfilmen, wobei er ein unterschiedliches Rollenspektrum verkörperte. In Der Mond im See (2004), einer Romanverfilmung von Utta Danella, war er der unstete Ehemann, in Der Arzt vom Wörthersee (2007–2009) der knallharte Klinikmanager, in Meine wunderbare Familie (2010) der jüngere Lebensgefährte einer alternden Chansonette.
Gelegentlich spielte Hoesl auch Theater. So war er 2006 in einer Produktion der Neuen Schaubühne München mit dem Stück Geliebte Hexe, einer romantischen Komödie, gemeinsam mit seiner Schauspielkollegin Marion Mitterhammer auf Tournee.

## Filmografie (Auswahl)
- 1983: …und das Leben geht weiter
- 1985: Morenga
- 1985: Frau Holle
- 1986: La Storia
- 1986: Lockwood Desert, Nevada
- 1986: Die Schwarzwaldklinik (Fernsehserie, Folgen 1x17–1x18)
- 1987: Die Pfauenfeder
- 1987: Der Alte – Der sanfte Tod
- 1988: Derrick – Eine Reihe von schönen Tagen
- 1990: Dr. M
- 1991: Der Eisbärkönig
- 1991: Das Traumschiff – Disney World
- 1992: Mit Schwert und Leidenschaft
- 1992: Derrick – Ein merkwürdiger Privatdetektiv
- 1993: Das Traumschiff – Indien/Malediven
- 1993: Catherine Courage
- 1993: Glückliche Reise – Jamaica
- 1994: Florida Lady
- 1995: Tatort – Im Herzen Eiszeit
- 1996: Ein Fall für zwei
- 1996: Die Rückkehr des Sandokan
- 1996: Solange es die Liebe gibt
- 1997: Derrick – Pornocchio
- 1998: Winnetous Rückkehr (1. und 2. Teil)
- 1999: Klinik unter Palmen
- 1999: Der Bulle von Tölz: Tod aus dem All
- 1999: Siska – Der Bräutigam der letzten Tage
- 2001: Küstenwache – Böser Schatten
- 2001: SOKO 5113 – Ein mörderischer Fall
- 2002: Polizeiruf 110 – Henkersmahlzeit (Fernsehreihe)
- 2004: Utta Danella – Der Mond im See
- 2004: Unser Charly – Flieg, Vogel, flieg!
- 2005: Polizeiruf 110 – Heimkehr in den Tod
- 2006: Die Rosenheim-Cops – Die doppelte Venus
- 2007–2009: Der Arzt vom Wörthersee
- 2008: SOKO Wismar – Zerbrochenes Glas
- 2009: Stauffenberg – Die wahre Geschichte
- 2010: Meine wunderbare Familie – ...auf neuen Wegen
- 2012: Sturm der Liebe
- 2012: Inga Lindström: Vier Frauen und die Liebe
- 2013: Die Rosenheim-Cops – Dabei sein ist alles
- 2016: Tierärztin Dr. Mertens – Die Realistin
- 2018: SOKO Wismar – Hafen der Ehe